# Висарион Драчки
Висарион (на гръцки: Βησσαρίων) е православен духовник, митрополит на Вселенската патриаршия.

## Биография
Роден е в Елбасан и по произход е албанец. Служи като иконом на Халкинската семинария и протосингел на Преспанската митрополия.
В 1865 година е избран за титулярен кратовски епископ, викарий на Босненската митрополия. След смъртта на митрополит Йосиф Драчки Висарион е избран да го наследи като глава на Драчката епархия на 12 януари или на 8 март 1868 година.
Умира на 5 април 1899 година в Елбасан, където е и погребан.